# وفاء دوفور
وفاء دوفور (بالإنجليزية: Wafah Dufour)‏ هي مغنية ومؤلفة وكاتبة أغاني وشخصية اجتماعية. والدها هو يسلم بن لادن (الأخ غير الشقيق لأسامة بن لادن)، ووالدتها هي كارمن بنت لادن (من أب سويسري وأم إيرانية). لديها الجنسية السويسرية من قبل والدتها وجنسية الولايات المتحدة بالميلاد.
قضت وفاء دوفور الجزء الأول من حياتها في لوس أنجلوس ثم جدة بالمملكة العربية السعودية، ولكنها انتقلت لاحقًا إلى جنيف بسويسرا مع والديها. في عام 1988 انفصل والداها وتطلقا في نهاية المطاف في يناير 2006، وبحسب ما ورد لم يتحدث والدها وعائلته إلى شقيقتيها الصغيرتين منذ أن كان عمرها 15 عامًا، وغيرت اسمها الأخير إلى اسم والدتها قبل الزواج دوفور.
حصلت على شهادة في القانون من جامعة جنيف وشهادة ماجستير من كلية الحقوق في كولومبيا في مدينة نيويورك. تتحدث الفرنسية (لغتها الأم) والإنجليزية والفارسية. في أوائل عام 2006 وقعت دوفور مع المنتجة جوديث ريغان لتظهر في برنامج تلفزيوني، لكن تم إلغاء المشروع بسبب الخوف من ربط اسمها واسم عائلتها إعلاميا مع هجمات 11 سبتمبر. في عام 2009، سجلت أول ألبوم لها أثناء إقامتها في لندن بالتعاون مع فرقة روك من أتلانتا.

## موسيقى
دوفور هي المغنية الرئيسية في فرقة ديب تان ومقرها شرق لندن، من بين أعضاء الفرقة الآخرين سيليست غينيس وميليا بودوين، وفي عام 2016 قامت وفاء بغناء أغنية المؤلف الإسرائيلي نمرود قمر "نمي والخرطوم".